# Gruzínská vlajka

Gruzínská vlajka
Poměr stran: 2:3

Vlajka gruzínských ozbrojených sil
Poměr stran: 2:3

Gruzínská námořní válečná vlajka
Poměr stran: 2:3

Vlajka Gruzie, známá též pod názvem vlajka s pěti kříži (gruzínsky ხუთჯვრიანი დროშა), je tvořena bílým listem o poměru stran 2:3, s červeným, středovým, svatojiřským křížem o šířce 1/5 šířky vlajky. Ve středu všech čtyř bílých polí je umístěn červený, tlapatý křížek (ve středoevropské heraldice nazýván též přesnějším názvem kříž tlapatý vydutý).
Vlajce je přisuzována symbolika vítězství v revoluci růží, ale i gruzínského národa v historii. Má také (dle místní autokefální církve) symboliku náboženskou, svými kříži připomíná pět ran Kristových při jeho ukřižování, nebo podle Marmuka Gongadze, jednoho z autorů designu nové vlajky a předsedy gruzínské Heraldické společnosti, Ježíše Krista a čtyři evangelisty.

Rozměry gruzínské vlajky
Vlajka gruzínského prezidenta (2004–2020) Poměr stran: 1:1
Vlajka gruzínského prezidenta Poměr stran: 1:1

## Historie
Již v 6. století př. n. l. bylo území dnešní Gruzie součástí Kolchidské říše, ve 3. století př. n. l. na východě země vzniklo Ibérské království. Ve 4. století se do země začalo šířit křesťanství, západní část země se dostala pod vliv Byzantské říše, východní byla pod vlivem Persie. Ve 4. století se užíval bílý prapor, zavěšený svisle na žerdi, ve stylu labara. Žerď byla zakončena rozšířeným křížem v kruhu, známým dnes jako kříž z Bolnisi, nazvaným podle chrámu v gruzínském městě Bolnisi, v kterém byl součástí výzdoby. Takovouto vlajku užíval i Vachtang I. Gorgasali, král Kartli.

Gruzínské labarum (4. století – 1121)
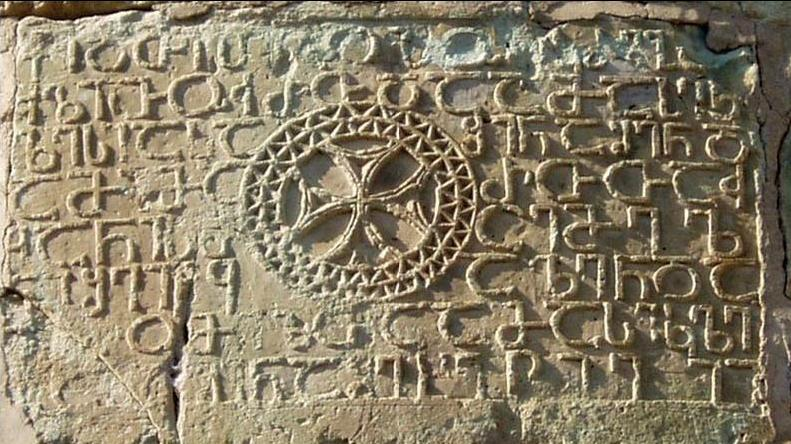
Výzdoba Chrámu v Bolnisi
Kříž z Bolnisi
Současný znak Bolnisi
Současná vlajka Bolnisi Poměr stran: 2:3

V 8. století ovládli celé území Gruzie Arabové, v 9. vzniklo několik nezávislých knížectví, která byla za Bagrata III., prvního gruzínského krále, sjednocena. Symbolem sjednocení Gruzínského království a osvobození země se stala vlajka (prapor) Vachtanga I. Po vítězné bitvě u Digori (1121) přidal gruzínský král David IV. (který se začal podílet na 
křížových výpravách) na bílý prapor svatojiřský středový kříž. Evropané v té době nazývali Gruzii zemí Jiřího (Georgií) a Svatý Jiří byl od 10. století patronem země a objevoval se na vojenských, církevních a dalších praporech a symbolech. Oproti zdroji je vyobrazená vlajka zkrácená, bez tří obdélníkových výseků.
Za vlády Giorgiho Nádherného (1314–1348) byl prapor doplněn o 4 menší kříže, po jednom v každé čtvrtině vlajkového listu. Údajně šlo o odkaz na Jeruzalémský kříž po návratu Jeruzaléma do křesťanských rukou, na kterém měl král zásluhu. Jiný zdroj však uvádí podobnou vlajku již za vlády Tamary Gruzínské (pravnučky Davida IV.), která vládla Gruzii v letech 1184–1213. Tato vlajka byla gruzínským symbolem až do roku 1424, kdy se země po vpádu Mongolů rozpadla.

Vlajka zavedená Davidem IV. (1121–14. stol.)
Vlajka zavedená Giorgim Nádherným (14. století–1424)

V 15.–17. století bylo území dnešní Gruzie rozdrobeno do několika nezávislých království nebo knížectví o které sváděly boje Osmanská říše a Persie. Vlajky (prapory) těchto útvarů jsou popsány v Zeměpisném atlase prince Vachuštího, syna krále Vachtanga VI.

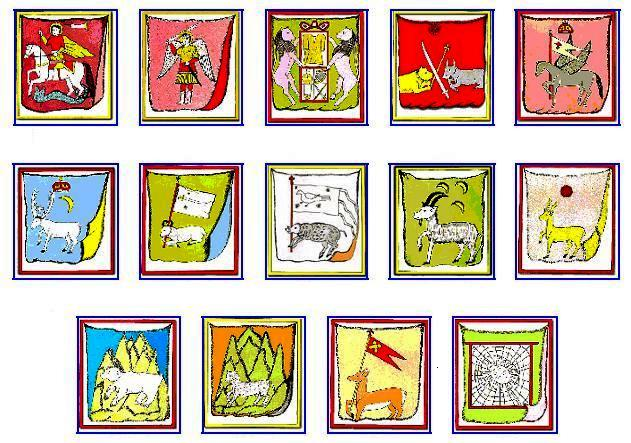
Prapory ze Zeměpisného atlasu prince Vachuštího
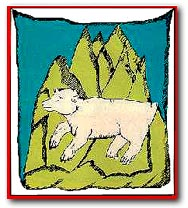
Prapor Svanetie
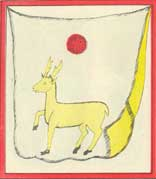
Prapor Guri

19. ledna 1762 vzniklo (spojením) Kartlijsko-kachetské království. To užívalo (do roku 1801) vlajku tvořenou černým listem s bílým, středovým křížem.
V roce 1799 bylo království obsazeno ruským vojskem a v září roku 1801 bylo k Rusku připojeno. Zbytek Gruzie byl připojen k Rusku v průběhu rusko-perských (4. válka 1804–1813 a 5. válka 1826–1828) a rusko-tureckých válek (7. a 8. válka). V roce 1896 byla zavedena ruská bílo-modro-červená národní vlajka, která se začala vyvěšovat i na území dnešní Gruzie.

Vlajka Kartlijsko-kachetského království (1762–1801) Poměr stran: 1:2
Ruská vlajka v Gruzii (1896–1917) Poměr stran: 2:3

Začátkem roku 1917 navrhl gruzínský sochař Jakob Nikoladze první gruzínskou národní vlajku. Ta byla tvořena karmínovým listem o poměru stran 1:2 s kantonem v horním (žerďovém) rohu. V kantonu o výšce poloviny šířky listu a délce 3/8 délky listu byly umístěny dva pruhy, černý a bílý. Vlajka byla poprvé vyvěšena 25. března 1917 na manifestaci v Kutaisi při příležitosti sjezdu Národní demokratické strany. Po bolševické revoluci v Rusku byl v Tbilisi uspořádán Gruzínský národní kongres, který 22. listopadu ustanovil Národní radu, která plnila funkci vlády i parlamentu. 22. dubna 1918 vznikla spojením Gruzie, Arménie a Ázerbájdžánu autonomní Zakavkazská demokratická federativní republika. 26. května 1918 Gruzie z federace vystoupila a vyhlásila nezávislou Gruzínskou demokratickou republiku. Vlajkou se stala předešlá vlajka Jakoba Nikoladzeho, která však byla zákonem z 10. září upravena na poměr stran 2:3. Kantonu byla stanovena výška rovná 1/3 šířky listu a délka rovná 2/5 délky listu (není obrázek). Karmínová barva symbolizovala starobylou královskou barvu a zářivou minulost země, černá tragické období pod ruskou nadvládou a bílá mír a naději.
7. května 1920 byla v Moskvě podepsána smlouva, kterou RSFSR uznala nezávislost Gruzínské demokratické republiky. V únoru 1921 došlo v Gruzii k povstání, které mělo za cíl spojení se sovětským Ruskem. To se stalo záminkou ke vstupu Rudé armády do země. 22. února byly nařízením prohozeny barvy pruhů v kantonu gruzínské vlajky (není obrázek) ale již 25. února byla vyhlášena Socialistická sovětská republika Gruzie a státní symboly byly (jako symboly buržoazní společnosti) zakázány.

Gruzínská vlajka (1918), délka kantonu je 1/3 oproti ve zdroji uvedené 2/5 délky vlajky Poměr stran: 1:2
Vlajka Zakavkazské demokratické federativní republiky Poměr stran: 1:2

20. května 1921 přijal Revoluční výbor SSR Gruzie dekret „O znaku a vlajce Socialistické sovětské republiky Gruzie“. Ta je (ne zcela přesně) popsána jako rudý (šarlatový) list, v jehož horním rohu je nápis S.S.R.G. V popisu to sice není uvedeno, ale nápis měl být v gruzínském písmu. V praxi byla pravděpodobně užívána vlajka s nápisem ve žlutém obdélníkovém lemu, tak jako na vlajce RSFSR. V některých tehdejších ruských publikacích byly zobrazeny vlajky s nápisy 
ГССР nebo ССРГ (v latince GSSR nebo SSRG). Šlo o špatné rekonstrukce ruskými výtvarníky dle nepřesného popisu.

Vlajka SSR Gruzie (1921–1922/25) Poměr stran: 1:2
Špatná rekonstrukce vlajky SSRG (oproti zdroji bez lemu) Poměr stran: 1:2

12. března 1922 vytvořila SSR Gruzie spolu s Ázerbájdžánskou SSR a Arménskou SSR Zakavkazskou SSR, která se 13. prosince přejmenovala na Zakavkazskou sovětskou federativní socialistickou republiku. ZSSR pravděpodobně neužívala oficiálně žádnou státní vlajku. ZSFSR užívala (dle článku č. 46 ústavy) rudý (šarlatový) list s rudou, zlatě lemovanou, pěticípou hvězdou v horním rohu a pod ní (ve zdroji asi omylem nad ní) v půlkruhu zlatá písmena З.С.Ф.С.Р. (v latince Z.S.F.S.R.). V roce 1925 byl popis vlajky uveden (s poměrem stran 1:2) v novelizované ústavě v článku č. 59. Vyobrazená vlajka je trochu odlišná od zdroje.
ZSFSR 30. prosince 1922 vstoupila do SSSR a v této souvislosti se od 18. dubna 1924 začala užívat i vlajka Sovětského svazu.
Začátkem 30. let byl změněn oficiální ruský název SSR Gruzie na Gruzínská sovětská socialistická republika. Gruzínský název zůstal nezměněn. 5. prosince 1936 byla ZSFSR (novou ústavou SSSR) zrušena a Gruzínská SSR se stala svazovou republikou SSSR.
13. února 1937 byla přijata nová ústava Gruzínské SSR, kde je vlajka ve článku č. 160 popsána. Vlajka byla tvořena rudým listem o poměru stran 1:2 (to však v ústavě stanoveno nebylo). V horním, žerďovém rohu byl umístěn zlatý nápis Gruzínská SSR v gruzínském písmu (საქართველოს სსრ, Sakartvelos SSR).
11. dubna 1951 byla výnosem Nejvyššího sovětu Gruzínské SSR přijata nová vlajka, kterou navrhl malíř Severian D. Maisašvili. Vlajka, typově odlišná od vlajek ostatních svazových republik, byla schválena zákonem z 20. dubna 1951 a její popis byl zanesen do gruzínské ústavy. 6. února 1956 bylo výnosem prezídia Nejvyšší sovětu schváleno Nařízení o státní vlajce Gruzínské SSR, ve kterém byl popis vlajky upřesněn v článku č. 2. Vlajka byla tvořena rudým listem o poměru stran 1:2, v horním, žerďovém rohu bylo blankytně modré karé o délce stran rovné polovině šířky vlajky. Ve středu karé bylo modré kruhové pole (o poloměru rovném 1/3 strany karé), z něhož vybíhá 24 rudých paprsků ke stranám čtverce. Uprostřed kruhového pole byly zkřížený rudý srp a kladivo a nad nimi malá, pěticípá hvězda. Ze středu pravé strany karé vychází k vlajícímu okraji modrý, vodorovný pruh o šířce 1/3 strany karé. Neoficiálně byla symbolika této vlajky vykládána tak, že modrý pruh, karé a paprsky symbolizují Černé moře a nebe bez mraků, rudá je barvou mezinárodního dělnického hnutí a symbolem sovětského lidu, srp s kladivem symbolizují dělníky a rolníky a hvězda proletářský internacionalismus.

Vlajka ZSFSR (1922–1936/37) (odlišná od zdroje) Poměr stran: 1:2
Sovětská vlajka v Gruzii (1924–1955) Poměr stran: 1:2
Vlajka Gruzínské SSR (1937–1951) Poměr stran: 1:2
Vlajka Gruzínské SSR (1951–1990) Poměr stran: 1:2
Sovětská vlajka v Gruzii (1955–1980 a  1980–1990) Poměr stran: 1:2
Rubová strana sovětské vlajky v Gruzii (1980–1990)

Po demonstraci desetitisíců lidí v Tbilisi 14. dubna 1978 za status gruzínštiny byla v roce 1981 do státního znaku přidána zkratka státu v gruzínštině, ke změně vlajky ale nedošlo. V roce 1989 spustily protikomunistické demonstrace boj za nezávislost Gruzie. Při těchto protestech se užívala vlajka navržená roku 1917, jejíž užívání bylo 26. května 1989 legalizováno. V březnu roku 1990 nárokovala Gruzie nezávislost země, sovětská armáda však proti demonstrantům brutálně zasáhla.
21. června 1990 vyhlásila Gruzie nezávislost na Sovětském svazu a 14. listopadu 1990 byl zákonem změněn název země na Gruzínská republika. Vlajka z roku 1917 doznala drobných změn a byla popsána v článku č. 181 nové ústavy. Změněn byl poměr stran (nyní 3:5) a velikost kantonu, jehož výška byla stanovena na 2/5 šířky a délka na 2/5 délky vlajky.
V referendu, které proběhlo na přelomu března a dubna roku 1991 se 89 % hlasujících vyslovilo pro obnovení gruzínské nezávislosti a 9. dubna ji parlament vyhlásil. Vlajka zůstala zachována.

Gruzínská vlajka (1990–2004) Poměr stran: 3:5
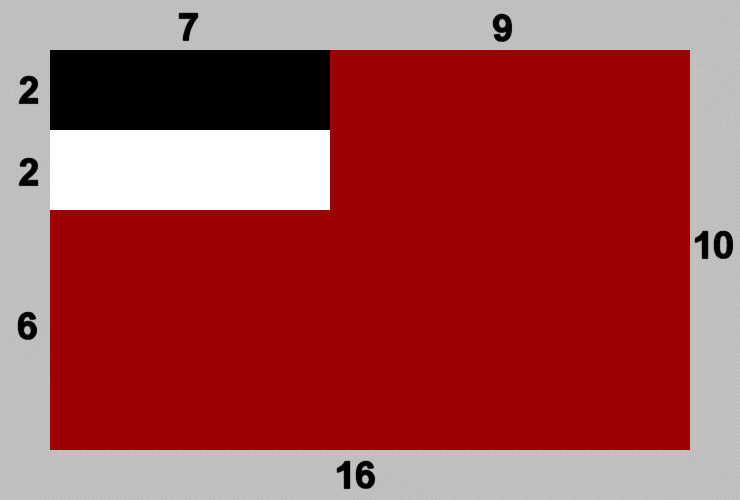
Rozměry gruzínské vlajky z let 1990–2004

V roce 1999 bylo na nátlak většiny obyvatel a patriarchátu Gruzínské pravoslavné církve vyvoláno hlasování parlamentu o změně vlajky na (již zmiňovanou) oblíbenou vlajku s pěti kříži. Tehdejší prezident Eduard Ševardnadze se pokusil tomuto přijetí nové vlajky zabránit vytvořením heraldické komise, v roce 2003 byl však při tzv. růžové revoluci svržen. Vůdce opozice a pozdější prezident Michail Saakašvili (resp. jeho Sjednocená národní strana) si tento historický symbol přivlastnil a ten byl prohlášen za symbol země. 14. ledna 2004 přijal gruzínský parlament zákon o nové státní vlajce, která byla téhož dne na budově parlamentu vztyčena. K oficiálnímu vztyčení došlo až 25. ledna při inauguraci nového prezidenta. Vlajka byla popsána v dekretu prezidenta Saakašviliho č. 31 z téhož dne. Oproti návrhu z roku 2003 mají křížky plnější tvar.

## Vlajky nižších celků
Gruzie se člení na 9 krajů (mcharebi), 1 městský kraj (Tbilisi mchare) a dvě autonomní republiky, Abchazko (de facto však ruský protektorát) a Adžarsko. Na území gruzínských krajů Mccheta-Mtianeti, Rača-Lečchumi a Dolní Svanetie, Vnitřní Kartlie a Imeretie se rozkládá Jižní Osetie, sporné území, které je spolu s Abcházií ruským protektorátem. Autonomní republiky i sporná území užívají vlastní vlajky, kraje ne.

Vlajka Autonomní republiky Abcházie (zřejmě neužívána) Poměr stran: 11:16
Vlajka Abcházie Poměr stran: 1:2
Vlajka Adžarska Poměr stran: 2:3
Vlajka okupované Jižní Osetie Poměr stran: 2:3